# Flavius Eutropius
Pour les articles homonymes, voir Eutrope.
Eutrope (Flavius Eutropius) (mort en 399) est un eunuque arménien, favori de l’empereur byzantin Flavius Arcadius.  

## Biographie
Né en Arménie, plusieurs fois vendu et revendu comme esclave, il était parvenu par la protection du général Abundantius à obtenir une place chez les eunuques du palais. Par sa souplesse, il avait attiré l'attention de Théodose Ier qui lui accorda sa confiance. Il fut ensuite au service d’Arcadius. 
Grand chambellan d'Arcadius, devenant son favori en avril 395, il profite de l'absence de son rival Flavius Rufinus afin de marier Arcadius avec Eudoxie en se rapprochant des fils du général Promotus qui l'avaient recueillie. La manipulation fut si bien montée que le nom de l'épouse ne fut dévoilé qu'au dernier instant. L'assassinat de Rufinus en novembre par les hommes de Gaïnas lui offrit désormais le pouvoir. Il laissa le Wisigoth Alaric ravager la Grèce en 396 sans réagir et le nomma même magister militum en Illyrie après avoir appris la nouvelle du débarquement du redouté Stilicon en Élide. Il décida de cantonner les Wisigoths en Épire en 397 et de déclarer Stilicon ennemi public.
Après avoir défait les Huns en 398, il reçut le titre de grand chambellan puis de patrice. Il fit confisquer à son profit les biens d'Abundantius son bienfaiteur qu'il envoya en exil. Il se fit nommer consul en 399. C’est le seul eunuque à avoir obtenu ce titre.
Mais mécontentant les uns sans s'appuyer sur les autres, il vit se dresser devant lui la plupart des hauts dignitaires. Finalement, Eutrope fut chassé du pouvoir en août 399 par Eudoxie, qui le trouvait maintenant encombrant. Il chercha refuge dans la cathédrale de Constantinople, se réclamant d'un droit d'asile qu'il avait précédemment voulu supprimer. L'archevêque Jean Chrysostome le prit sous sa protection en une homélie demeurée célèbre, alors que le peuple voulait l’arracher à l’église où il avait trouvé refuge. S'étant par la suite aventuré hors de son asile, Eutrope fut arrêté et mené devant Arcadius. Eudoxie, toujours influente, le fit exiler à Chypre, dont il fut peu de temps après ramené vers Chalcédoine, pour y être jugé et décapité.